# Müller Transport
Müller Transport, ofwel Transportgroep A. Müller, is een onderneming met het hoofdkantoor in de Overijsselse plaats Holten. Het bedrijf werd in 1938 opgericht door Anton Müller. Een derde generatie Müller is inmiddels betrokken bij de organisatie. Anno 2020 zet Jan-Peter Müller zich in voor de werkmaatschappij Müller Fresh Food Logistics en Anton Müller voor het garagebedrijf Müller European Truck & Trailer Care (METTC).

## Müller Fresh Food Logistics
Müller Fresh Food Logistics is een dienstverlener gespecialiseerd in koel- en vriesverse logistiek. De activiteiten worden verzorgd vanuit de locaties in Holten, Nijkerk, Lekkerkerk, Roelofarendsveen en Františkovy Lázně in Tsjechië.

### Geschiedenis
Anton Müller verzorgde veevervoer met een trekker met oplegger. Na de Tweede Wereldoorlog ging hij zich bezig houden met allerlei soorten transport. Van melkrijden tot koelvervoer en van huif- en volumevervoer tot diepvriestransport. De organisatie groeide uit tot een breed georiënteerd transportbedrijf, maar het vervoer van voedingsmiddelen was steeds een belangrijk onderdeel.
Eind jaren 1990 stond Müller voornamelijk bekend als tankvervoerder van vloeibare levensmiddelen, zoals zuivel en chocolade. Er waren zo'n zeventig tankauto’s in bedrijf. De markt vroeg steeds sterker om specialisatie. Het bedrijf is zich daarom na 2001 bewust gaan richten op de volledige logistiek van geconditioneerde levensmiddelen. De naam Müller Fresh Food Logistics is daar een gevolg van.

## Müller European Truck & Trailer Care
Deze werkmaatschappij werd in 1993 opgericht als Truck & Trailer Service Holten B.V. Basis was de onderhouds- en reparatiewerkplaats voor de eigen vrachtwagens. Anno 2020 verzorgt het bedrijf daarnaast ook reparatie, carrosseriebouw en cleaning voor derden en maakt het deel uit van een pechhulpdienst. Sinds 2006 is er ook een vestiging in het Gelderse Duiven.